# 板垣伯銅像記念碑建設同志会
板垣伯銅像記念碑建設同志会（いたがきはくどうぞうきねんひけんせつどうしかい）は 、1920年（大正9年）7月9日、自由民権家・安藝喜代香を代表として板垣退助を顕彰する目的で、高知県高知市の高知県教育会において設立された学術団体。本部を高知市役所内に置き、高知県知事が会長、高知市長が副会長を務めた

## 沿革

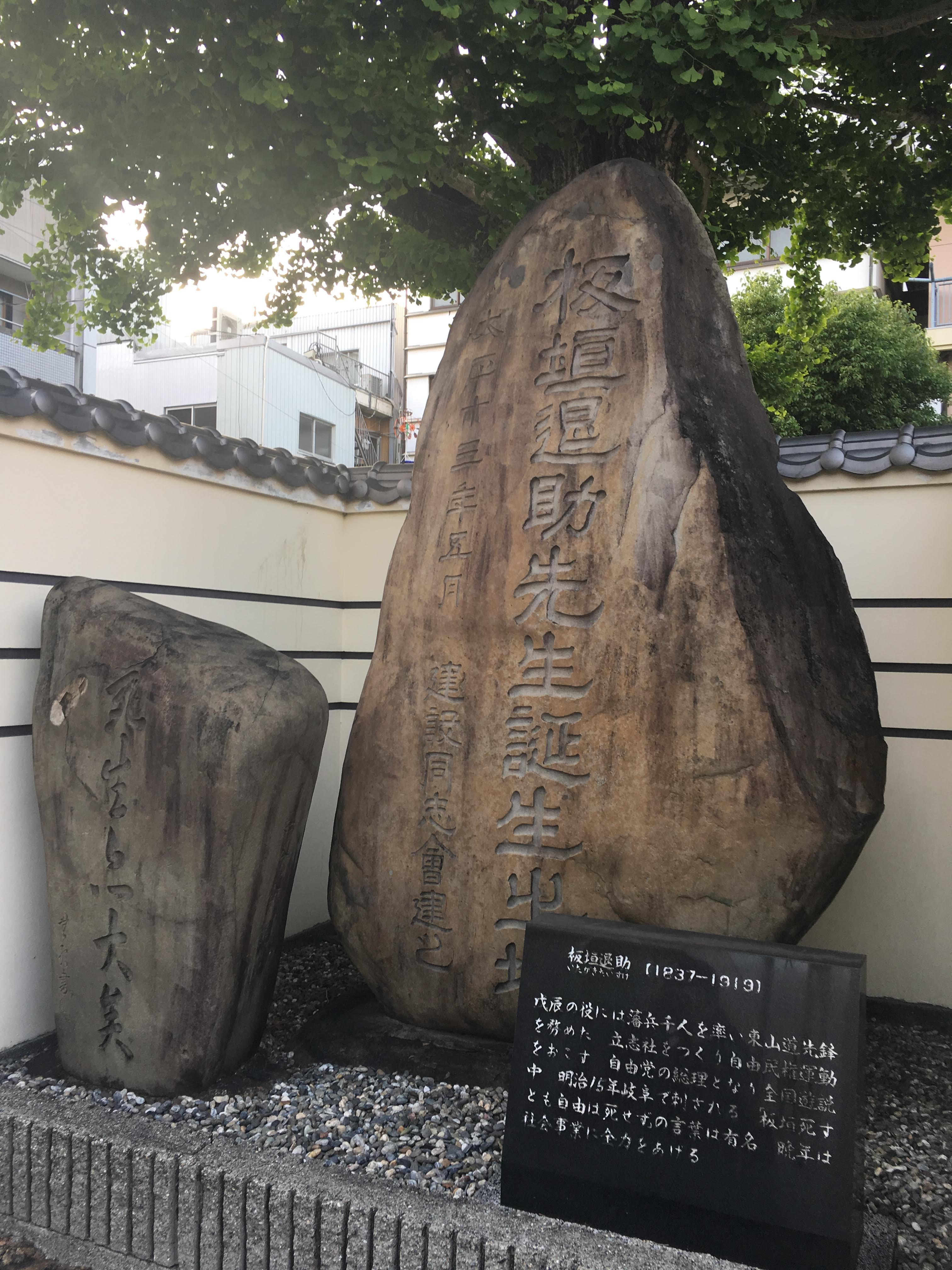
板垣退助誕生地碑（高知市、現・高野寺）
板垣伯銅像記念碑建設同志會建立

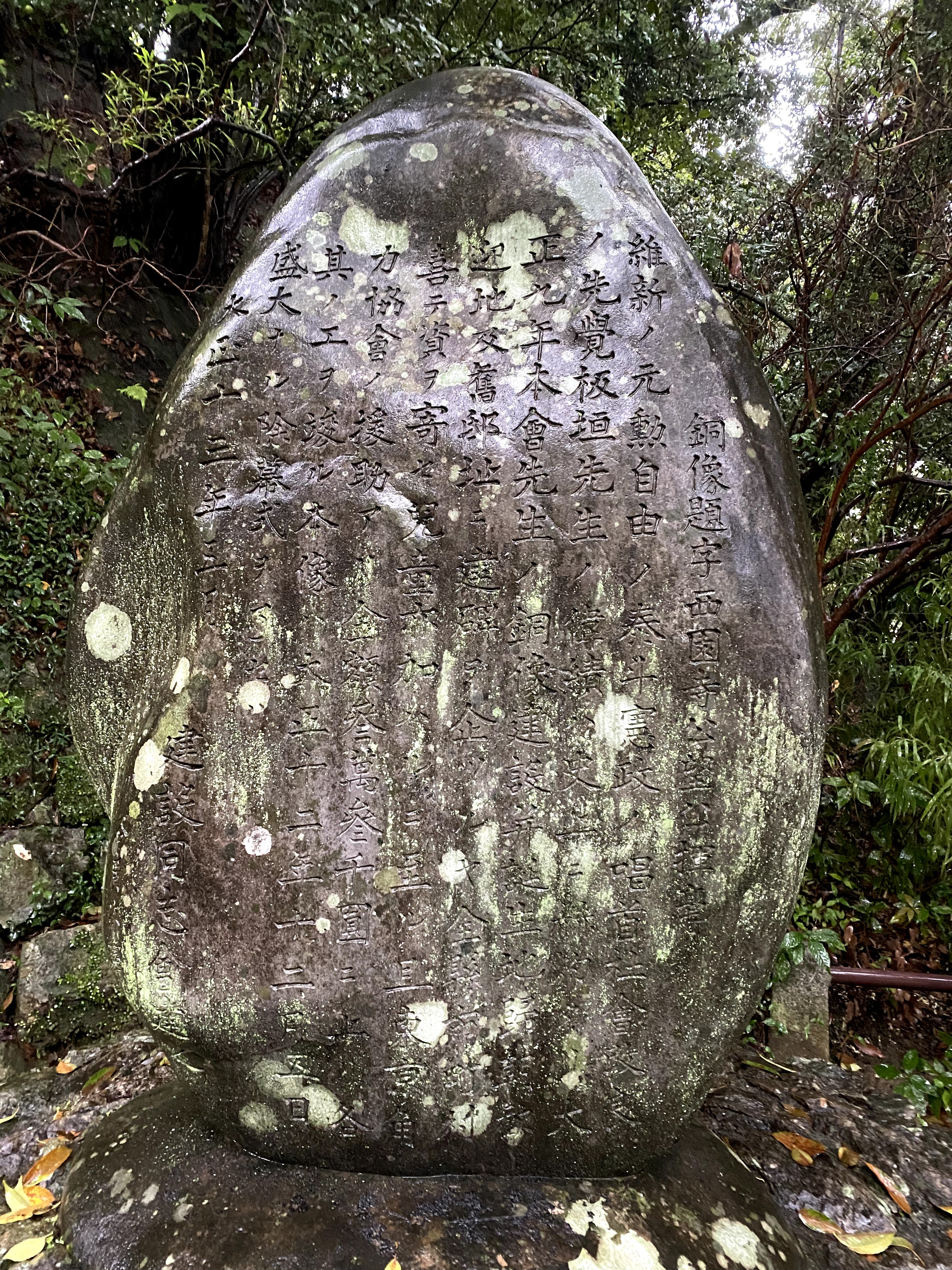
高知・板垣像建立由来碑（西園寺公望撰）
板垣伯銅像記念碑建設同志會建立

維新の元勲・板垣退助が大正8年（1919年）7月16日に死去した時、東京の芝公園（芝東照宮横）、岐阜公園には板垣を顕彰する銅像が建立されているにもかかわらず、板垣の郷里・高知県には板垣を顕彰する記念碑・施設が何ひとつ無く、高知市潮江新田には、板垣の旧邸が現存しているにもかかわらず、保存の措置がされず荒廃するがままになっていた。旧自由党員で、宮城県知事であった森正隆は、このことを憂いたが、安藝喜代香も森の意見を聞き、その思いを同じくした。
大正9年（1920年）3月16日、安藝喜代香は、弘田永清、大島更造、宇田朋猪、谷流水、弘瀬重正、松尾富功禄、葛目成茂らを
高知城公園内の高知県教育会に集め、板垣退助を顕彰する石碑の建立を協議した。この時の話し合いで、板垣の誕生地、潮江新田の旧邸址、欧州外遊帰郷歓迎地（丸山台）の三ヶ所に石碑を建立することが」提案された。
同年6月6日、安藝喜代香、弘田永清、宇田朋猪、細川義昌、弘瀬重正、潮田金次、別府寅太郎が出席して議案を重ね、会の発足にあたり、理事選定を安藝に一任することを決した。安藝は同月24日、理事を安藝喜代香、弘田永清、宇田朋猪、上岡清忠、大島更造、葛目成茂、別府寅太郎、横山又吉、伊藤徳順、谷流水、山本忠秀、小原騮馬、西本直太郎、島崎猪十馬、池田永馬、坂本志魯雄とし、7月4日、会合を開いて同会の規約を定め、寄附金の分担を決めた。同9日、同会は発足し、満場一致を以て、安藝喜代香が理事長に選任された。（※なお、同会では「会長」、「理事長」、「代表理事」は同じ意味を指す）
翌10年（1921年）4月1日、寄附金募集の認可が下り、7月31日、町田旦龍、森下高茂、五藤正形、石黒猛太郎、久万裕の5名を監事に定め、いよいよ活動を本格化しようとした矢先、12月10日、安藝喜代香が急逝する。そのため、翌11年（1922年）1月14日、高知県知事・阿部亀彦を会長（理事長）、高知市長・松尾富功禄を副会長（副理事長）とし、銅像建立を視野に入れて浄財目標を3万2千円以上、東京と高知での負担割合を半々に定めた。浄財の協賛方法の立案を議し、学校等の教育関係者および篤志家を中心として、一町村平均50円以上を目標に、弘田永清と池田永馬を専務理事、五藤光城を会計、門脇治之助を庶務とし、事務所を高知市役所内に移した。その後、高知市議会は公費より1000円の負担、土佐郡議会は900円の支出を議決したことにより、長岡郡をはじめ、他郡も続々これを範として応じた。

### 板垣伯記念角力後援会の結成
東京方面においては、中野寅次郎らが奔走し、東京角力協会の協力を得ることに成功する。これにより、東京では濱口雄幸、大石大、竹内明太郎、國澤新兵衛、坂本素魯哉が連名して「板垣伯記念角力後援会」を組織された。
大正11年（1922年）1月29日、国技館において「板垣伯記念大角力」が興行されると、予想外の人気を呼び、1万5797円81銭の寄附が集まる。

### 銅像建立
- 銅像原型作製を本山白雲に依頼。銅像本体は東京で作製。題字は西園寺公望。
- 大正12年（1923年）1月10日、銅像台座工事（石工・土居鶴雄、監督・島崎猪十馬）を選任。
- 大正12年（1923年）4月18日、地鎮祭、銅像建設起工式。同9月、台座工事完了。
- 大正12年（1923年）9月1日、関東大震災発生。銅像本体は破損等の支障はなかったが、運搬上の混乱を避けるため、高知での除幕式を12月5日に延期。東京では、完成した銅像が菩提寺の青松寺に運ばれ、東京関係の協力者等の前で披露された。
- 大正12年（1923年）11月21日、高知市役所より、銅像除幕式典の案内を各所へ送付。
- 大正12年（1923年）11月29日、銅像が高知に到着し、県下各中学校男子生徒320人が、農人町より高知城まで隊伍して運搬。
- 大正12年（1923年）12月1日、高知城公園内の台座に銅像の据附工事完了。
- 大正12年（1923年）12月5日午前10時、板垣退助令孫・板垣守正の手により除幕。当日は、式場にて講演、宴会、投餅、花火、演奏会、相撲興行、要馬術の披露、徒競走、記念演劇、板垣の遺品陳列などがあり、見学客1万人余が訪れ盛況を呈した[6]。
- 演武大会・12月5日午前10時より、武徳殿にて挙行。石山熊彦、大江正路、川崎善三郎、山本名置、松田栄馬、田所重忠、元久徳光、弘瀬豈吉らにて。特に板垣退助伯武伝の英信流居合術、棒術などあり、午後4時、盛況のうちに散会[6]。
- 除幕式祝賀会・午後1時半より、高知城公園三之丸にて。聖寿万歳の発声・五藤正形、主催者挨拶・松尾富功禄（高知市長）。出席者は板垣守正、山内男爵、藤岡兵一高知県知事ほか2000名。運営委員、演武大会出場者らは午後4時より改めて祝宴[6]。

### 石碑建立
- 板垣退助伯誕生地
- 板垣退助伯潮江新田旧邸址
- 板垣退助伯欧州外遊帰郷歓迎地（丸山台）
- 銅像建立由来碑（西園寺公望撰文）- 高知城公園板垣退助伯銅像の脇碑
- 初代理事長・安藝喜代香顕彰碑（安藝喜代香墓所内）

### 会長の退任と変遷
大正11年（1922年）10月16日、高知県知事・阿部亀彦が退任し、広島県知事に転任して高知を離れたことに伴い、副会長であった高知市長・松尾富功禄が第3代会長に就任。本部が高知市役所内に設置されたこともあり、以後、第4代・西本直太郎（1925年12月 - 1927年9月）、第5代・川島正件（1927年9月 - 1933年1月）、第6代・村上清（1933年1月 - 1935年12月）、第7代・川淵洽馬（1936年1月 - 1941年7月）と、第8代・大野勇まで代々高知市長がその役を引き継いだ。その間、実質的な会の運営は、学識と人望があった池田永馬が行っている。池田は板垣退助の略伝（中城直正著）に加えて会の設立の経緯、銅像建立の概略を記した書籍を編纂し、宇田朋猪の校閲を経て『板垣退助君略傳』として出版した。

### 財団法人化
寄附金により、銅像・石碑の建立が達成されたが、なお余剰金が残されたため、この財産を保全し銅像・石碑の管理と板垣退助の顕彰に資するため、余剰金3000円を資産として「財団法人」設立を申請。大正14年（1925年）4月17日（板垣退助の誕生日）を期して設立が認可、同年5月28日に設立登記を行い「財団法人板垣伯銅像記念碑建設同志会」として拡大発展を遂げた。

### 財団法人板垣伯銅像保存会へ名称変更
大東亜戦争の戦況拡大により、国内で兵器の原材料となる金属類が不足したため、政府は昭和16年（1941年）に金属類回収令を公布（昭和16年8月30日勅令第835号）。内地では同年9月1日より施行された。さらに、昭和17年（1942年）5月9日金属回収令による強制譲渡命令を公布、5月12日施行された。寺院では鐘楼の鐘や大仏像などは回収対象となり、昭和17年（1942年）より書面での調査が行われたが、美術的価値の高い仏像や、尊崇の対象となる銅像に関しては、除外対象や猶予が設定された。そのため、昭和18年（1943年）2月25日、建設同志会は、名称を「財団法人板垣伯銅像保存会」に変更し、銅像を保存管理している団体である旨を内外に広く明らかにした。しかし、戦況の拡大は著しく同年8月11日、全面的改正された金属供出令（勅令第667号）が施行され、高知城公園の板垣退助像もその対象となり、同年9月2日、応召出征することとなった。

### 板垣伯銅像出陣壮行式
- 昭和18年（1943年）9月2日、祭典。祝詞奏上は、高知潮江天満宮宮司・宮地巖[8]。祭文奏上は、高知県知事・髙橋三郎[8]。

- 列席者は、衞戌司令官代理・大原大尉、聯隊區司令官代理・髙橋大佐、高知県議会議長・井上熊兄、宇田耕一代議士、高知高等学校校長・佐野保太郎、財団法人板垣伯銅像保存会理事長・大野勇（高知市長）、土佐在郷将校会長・津田増次郎陸軍少将、長崎農会長代理、瀧石土佐高等女学校校長、相原高知師範学校教頭、畠山高坂高等女学校教頭、高知商工会議所会頭・入交太蔵、小田地方課長、板垣会会長・池田永馬ら以下、板垣会関係者、川田、善波、鹿取、小川、石黑、長尾正元、宮地、西川寿恵吉、檜垣正顕、島崎猪十馬、門脇元茂、長田、寺石正路、吉川、山本(正)、山本、久保田、奥宮、高野寺・谷信讃住職らが銅像下に特設されたテント内に参列し、板垣伯銅像出陣壮行式が挙行された[8]。

- 昭和18年（1943年）9月4日、銅像撮影[8]。
- 昭和18年（1943年）9月9日、取外し作業開始、同12日、完了[8]。

### 板垣会と合併し財団法人板垣会へ
昭和8年（1933年）7月16日、高野寺で行われた、板垣退助第15回忌法要（施主：板垣伯銅像記念碑建設同志会）の席において、谷信讃住職は、自由民権運動ならびに板垣退助を顕彰する施設「板垣会館」の建設を発起。翌年（1934年）、趣意書を起草し高知県医師会会長・片山徳治ら40名を集めて「板垣会館建設準備会」を組織した。さらに協賛者を募り、昭和10年（1935年）1月19日、「板垣会館建設後援会」を創設。高野寺の境内に「板垣会館」を建設した。
この会は、昭和12年（1937年）7月16日、板垣退助法要後の総会において「板垣会館建設後援会」を「板垣会」へ名称変更を決議、同8月に名称変更した。板垣会（任意団体）は、池田永馬を代表理事とし、板垣会館を学堂として板垣精神および自由民権運動の研究や、板垣退助の慰霊・顕彰を行う民間の団体で「財団法人板垣伯銅像保存会」とは会員が重複しつつも別の組織であったが、銅像保存会は、昭和18年（1943年）9月2日、金属供出令により銅像を供出し、会の目的を失くしたため、昭和20年（1945年）5月10日、「板垣会」と合併して名称変更し「財団法人板垣会」として再起を図った。しかし、同年7月、高知大空襲により、板垣会館は板垣の遺品や高野寺もろとも戦災で全焼。戦後、会長の野村茂久馬が公職追放となり、失意の船出となる。

## 戦後の新体制

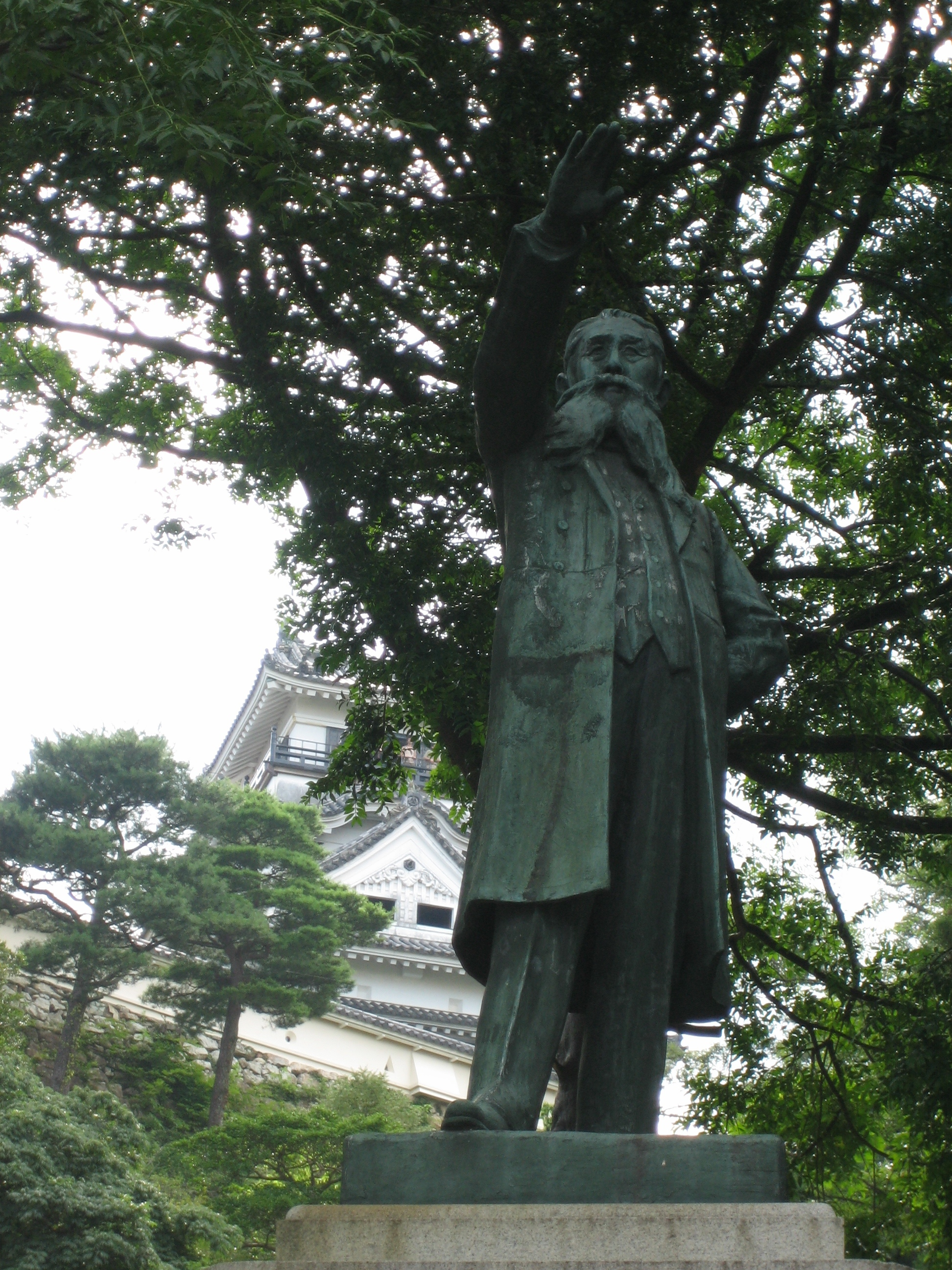
戦後再建された板垣退助像

昭和22年（1947年）12月2日、理事9名が総辞任し、12月11日、新役員として、理事長・板垣守正、顧問・尾崎行雄、池田永馬、常任理事・瀬戸元、理事・黒岩重治、谷信讃、大山寛、横川豊野、佐竹綱雄、橋詰延寿、兼松林檎郎と決議すると、12月15日、土佐高等女学校で評議員会を開き、戦後の新体制を発足させた。しかし、昭和26年（1951年）7月16日、板垣守正が死去し理事長不在となったため、池田永馬が代行して臨時に会の運営を携わる。同月21日、『高知新聞』紙上において旧板垣邸荒廃事件を告発し、山本暲前高知市長の失策を指摘。昭和28年（1953年）サンフランシスコ講和条約により、日本が主権を回復。野村茂久馬の公職追放が解かれると、再び野村が会長に就任した。内閣総理大臣・吉田茂を最高顧問に迎え、尾崎行雄、寺尾豊、入交太蔵、岩村通世らをはじめとする政界人や、学識経験者として、小島祐馬、牧野富太郎、田中茂穂らが加わり、戦後新体制のもと板垣退助銅像の再建支援を世間に呼びかけた。

### 銅像の再建
昭和31年（1956年）5月11日、高知城公園の台座に板垣退助像が再建（題字・吉田茂揮毫）されると、会は再び活気を取り戻し、その管理及び7月16日の板垣退助命日法要を毎年高野寺で斎行。

### 板垣退助先生顕彰会の設立

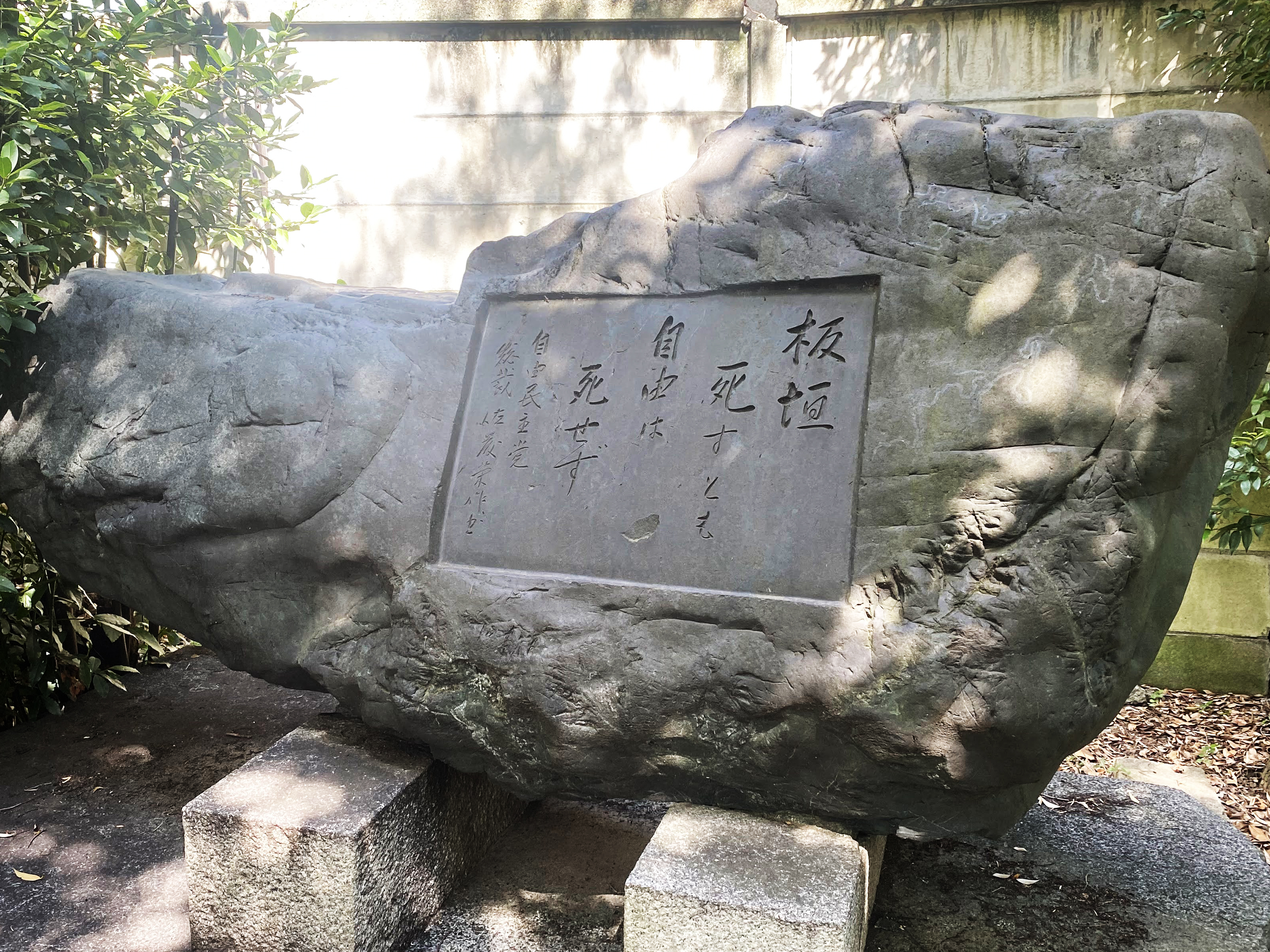
板垣退助先生顕彰碑（佐藤栄作書）

昭和43年（1968年）の明治維新百年・板垣退助第50回忌に際しては、高知だけではなく東京方面と提携して、東京品川の板垣退助墓所で、盛大な慰霊祭を斎行したいとの会長・寺尾豊の思いから、自民党総裁・佐藤栄作へ稟申し、佐藤も同じ思いを持っていたため、東京を中心として、広く日本全国に向けて活動する組織として「板垣退助先生顕彰会」が結成された。

### 板垣退助銅像改修期成会の結成と銅像の修復

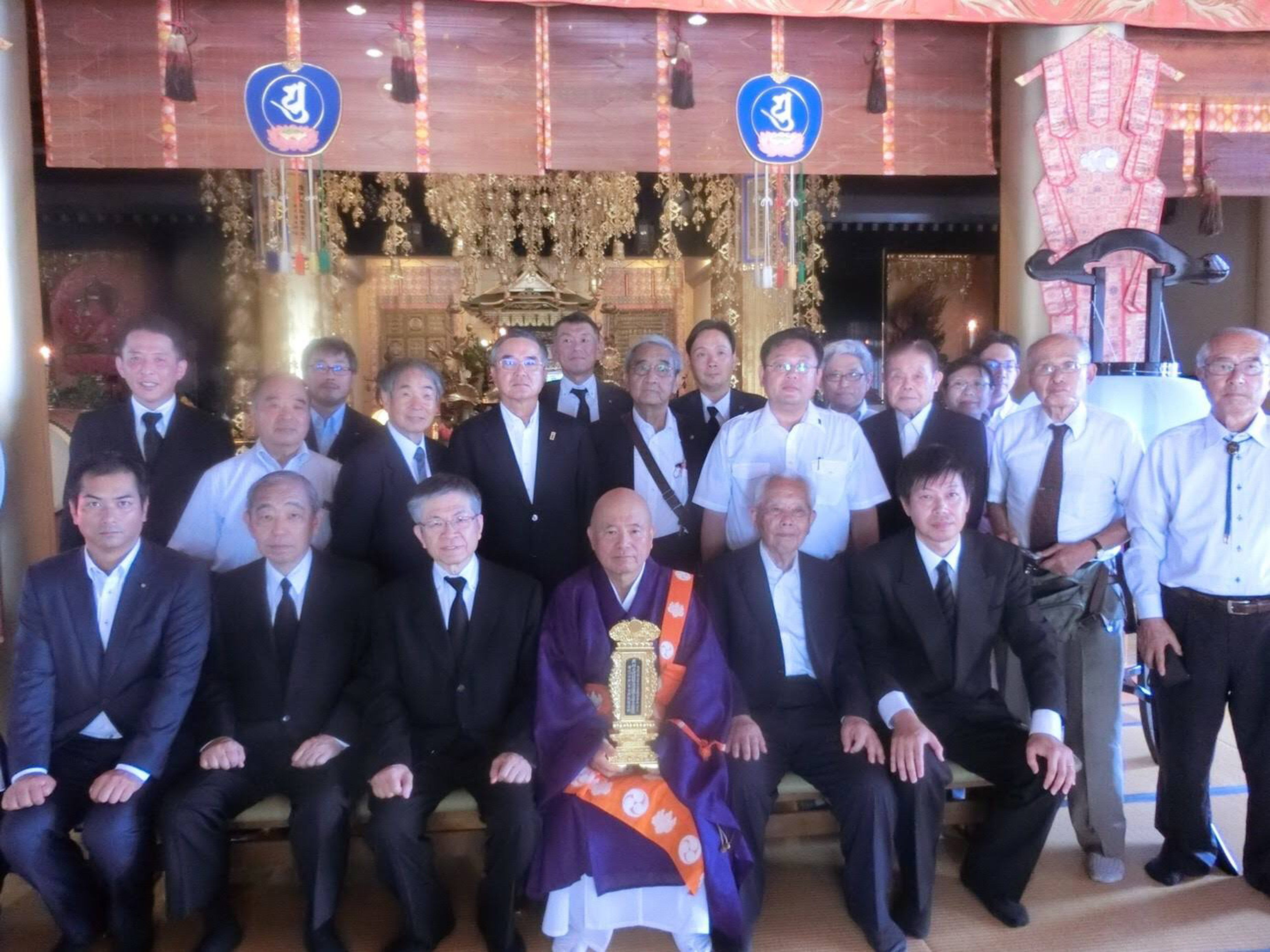
板垣退助百回忌命日法要（高知・高野寺）

昭和31年（1956年）5月11日に再建され、財団法人板垣会が管理を行っていた高知城追手門内の板垣退助銅像が酸性雨による影響のため損傷が著しくなったため、同法人を中心として平成元年（1989年）12月20日、吉村眞一を会長とする「板垣退助銅像改修期成会」が組織され、浄財を募ってこれを修復。和英両文の説明板を新たに設置し、平成2年（1990年）4月6日、板垣退助の岐阜遭難日にあわせて修復除幕式を挙行。式典では銅像前で土佐長谷川英信流居合の演武が奉納され、直会は高知サンライズホテルで開催された。同会は銅像は修復の完了を以て解散した。

### NPO法人板垣会への移行
財団法人板垣会は、その後も活動を続けたが、平成20年（2008年）、公益法人の法改正に伴い「財団法人」としての存続が危まれたため、特定非営利活動法人（NPO法人）への移行が建議された。平成25年（2013年）7月8日、代表理事・古谷俊夫は「特定非営利活動法人板垣会」を設立し、財団法人板垣会の余剰金及び会員の移行をおこない「特定非営利活動法人」として再出発を行う。
平成30年（2018年）7月、板垣退助百回忌を記念し、高知県高知市神田に「板垣退助謫居の地」碑を建立。同年7月16日、高知市長・岡﨑誠也、板垣退助曾孫・浅野一、同玄孫・髙岡功太郎ら臨席のもと、高知・高野寺（板垣退助生誕地）で百回忌法要を挙行した。その後、古谷は高齢を理由に、令和4年（2022年）7月16日の総会をもって代表理事を退任。新たに中地英彰が代表理事に選出され、現在に至る。
令和6年（2024年）7月、34年ぶりに高知城公園の板垣退助像に破損箇所がないかの点検、および清掃作業を行った。

## 補註
1. 1 2 3 4 5 6 7 8 9  『板垣退助君略傳』池田永馬編、板垣伯銅像記念碑建設同志会、大正13年（1924年）9月5日
2. 1 2  財団法人としての認可は大正14年（1925年）であるため、一部報道ではこの年を設立日とするが、一方で初代会長を安藝喜代香として歴代の代数を計算しているため、大正9年（1920年）任意団体として設立したとする解釈が正しい。
3. 1 2 3  『財団法人板垣会の歴史』公文豪著（所収『自由のともしび』高知市立自由民権記念館会報誌）
4. ↑  高知県議会議長、第10代高知市長・松尾富功禄、在任期間（大正10年（1921年）12月 - 大正14年（1925年）12月）
5. 1 2 3 4 5 6  “『板垣精神 : 明治維新百五十年・板垣退助先生薨去百回忌記念』”.  一般社団法人板垣退助先生顕彰会 (2019年2月11日). 2023年8月12日閲覧。
6. 1 2 3  『土陽新聞』大正12年（1923年）12月6日附朝刊（1面）
7. ↑  『浄光明寺所蔵の戦時下金属類回収（金属供出）関係史料について』
8. 1 2 3 4 5  『板垣退助先生銅像供出録』池田永馬編、板垣会、昭和18年（1943年）11月20日
9. ↑  『高知新聞』昭和22年（1947年）12月15日附朝刊2面より。
10. ↑  『高知新聞』昭和26年（1951年）7月21日附朝刊
11. 1 2  『板垣退助』橋詰延寿著、財団法人板垣会、昭和29年（1954年）6月1日
12. ↑  吉村眞一、東京帝国大学卒。四国銀行頭取、高知商工会議所会頭。昭和61年（1986年）6月、社団法人高知県貿易協会協会（現・公益財団法人高知県貿易協会）会長に就任。平成4年（1992年）4月23日、高知ソフトウエアセンター代表取締役社長。昭和63年（1988年）9月28日、高知県に能楽堂を建設するため「高知能楽堂建設期成会」設立し、協賛者を集めて同会会長となる。同会は平成6年（1994年）4月2日、「高知県能楽協会」となり、引き続き吉村が会長を務めたが、平成8年（1996年）12月8日、会長を入交太二郎に譲り退任。その後、平成20年（2008年）2月17日、古谷俊夫が会長に就任し、入交が退任した。
13. 1 2  『板垣退助銅像修復の栞』板垣退助銅像改修期成会編、平成2年（1990年）
14. 1 2  『板垣会会報創刊号 (PDF) 』 - 板垣会（2015年4月10日、1頁「ごあいさつ」を参照）
15. ↑  『讀賣新聞』平成30年（2018年）7月17日附朝刊
16. ↑  『板垣会会報』第10号、1頁「ごあいさつ」を参照）
17. ↑  『高知新聞』令和6年（2024年）7月10日附朝刊